# Gonzalo Segovia y Ardizone

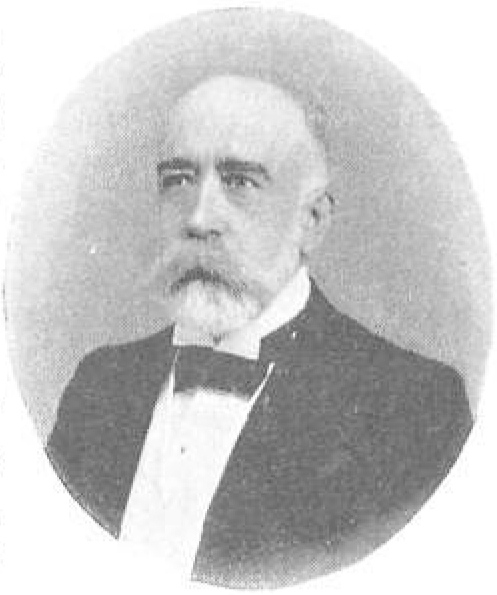
Retrato de Gonzalo Segovia

Gonzalo Segovia y Ardizone (Cádiz, c. 1841-San Cristóbal de La Laguna, 1925), segundo conde de Casa Segovia, fue un político y escritor español, diputado a Cortes y gobernador civil de varias provincias.

## Biografía
Nacido en Cádiz, era hijo del político y banquero Gonzalo Segovia y García. Ostentó el título nobiliario de conde de Casa Segovia. En su carrera como político conservador fue varias veces diputado en las Cortes de la Restauración: obtuvo escaño en las elecciones de 1876 y 1884 por Sevilla y en las de 1907 por Écija, además de ejercer como gobernador civil de provincias como Gerona, Huesca, Toledo y Canarias. Vivió durante casi dos décadas, en torno al cambio de siglo, en Buenos Aires, donde fue uno de los fundadores de la Asociación Patriótica Española. Falleció en la localidad canaria de La Laguna el 24 de agosto de 1925, según prensa a la edad de ochenta y cuatro años. Escribió en publicaciones periódicas como Revista Sevillana y fue padre de la escritora Gertrudis Segovia.